# Князєва Марія Данилівна
Марія Данилівна Кня́зєва (рос. Мария Даниловна Князева; нар. 18 вересня 1918, Алєшковичі — пом. 6 жовтня 1982, Судак) — новатор сільськогосподарського виробництва, двічі Герой Соціалістичної Праці.

## Біографія
Народилася 18 вересня 1918 року в селі Алєшковичах Севського повіту Орловської губернії (тепер Суземський район Брянської області) в сім'ї наймита. Росіянка. 1934—1936 роках працювала в радгоспі «Барон-Елі», від 1941 року — у радгоспі «Судак». Член КПРС з 1957 року.
У 1946—1964 роках — бригадир виноградарської бригади виноробного радгоспу «Судак» в Судацькому районі Кримської області. Її бригада щорічно вирощувала високі врожаї винограду. У 1953 році був отриманий урожай винограду 151,9 центнера з гектара на площі 23,4 гектара поливних виноградників, в 1954 році — 120,2 центнера з 1 гектара.
У 1957—1958 роках була членом Кримського обкому Компартії України, у 1959—1964 роках — депутатом Сімферопольської обласної Ради депутатів трудящи. 1959 року — делегат XX з'їзду Компартії України.
З 1964 року на пенсії. Жила в місті Судаку. Померла в Судаку 6 жовтня 1982 року. Похована на цвинтарі в Судаку.

## Нагороди, пам'ять
Указом Президії Верховної Ради СРСР від 22 лютого 1955 року, за отримання високих врожаїв винограду в 1953 році при виконанні радгоспом плану здачі державі сільськогосподарських продуктів і забезпеченості насінням всіх культур для весняної сівби 1954 року їй присвоєно звання Героя Соціалістичної Праці з врученням ордена Леніна і золотої медалі «Серп і Молот».
Указом Президії Верховної Ради СРСР від 26 лютого 1958 року за видатні успіхи в справі отримання високих і сталих врожаїв зернових і технічних культур, виробництва продуктів тваринництва, широке використання досягнень науки і передового досвіду в обробленні сільськогосподарських культур і підйомі тваринництва і вміле керівництво колгоспним виробництвом нагороджена другою золотою медаллю «Серп і Молот».
Нагороджена Великою золотою медаллю Всесоюзної сільськогосподарської виставки.

Погруддя в Судаку

Її бронзове погруддя на гранітному постаменті встановлене в центрі Судака, у сквері, який також носить її ім'я.